# Центральная библиотека Астан Кудс Разави
Центральная библиотека Астан Кудс Разави — крупная библиотека в Мешхеде, Иран . Основанный ранее 1457 года, содержит более 1,1 миллиона томов. Международный центр исламских исследований, содержащий многочисленные рукописи и редкие произведения древности по исламской истории.
Библиотека имеет 35 филиалов:
- 17 библиотек в Мешхеде, Иран.
- 5 библиотек в провинции Хорасан.
- 12 библиотек в других городах Ирана.
- 1 библиотека в Индии.

## История
Организация библиотек, музеев и Центра документации Астан Кудс Разави считается одним из самых важных сокровищ записанных знаний об Иране и мире ислама.
О точной дате основания библиотеки Аста-Кудс-Разви сведений нет. Некоторые считают дату дарования (974 г.) древнейшего Корана Святыне Имама Резы человеком по имени Али ибн Симджур годом основания библиотеки Аста-Кудс-Разви (или места чтения Корана). Из некоторых сохранившихся документов, касающихся пожертвований, также можно предположить, что библиотека была открыта для публики и использовалась ей в 1457 году. Примерно с 1737 году библиотеке отводилось особое место, но по настоящему серьёзное внимание ей стало удиляться  в начале XX века. Растущая популярность библиотеки среди исследователей и учёных способствовала быстрому развитию и росту библиотеки.
Хотя местонахождение библиотеки менялось много раз на протяжении многих лет, она всегда оставалась в непосредственной близости от святыни.

## Функции
Строительство нынешнего здания было завершено в 1995 году, его площадь составила 28 800 квадратных метров, и оно было открыто для публики в апреле 1995 года. Среди особенностей комплекса можно выделить следующие:
- Принадлежность комплекса к усыпальнице Имама Резы
- Множество древних рукописей, артефактов и музейных предметов, возрастом 1000 лет.
- Изысканные копии Корана, рукописи и печатные книги.
- Обширная коллекция печатных книг по разным направлениям.
- Сложные установки и технологии.
- Богатая коллекция документов и их подборок.

Количество рукописей, хранящихся в библиотеке в 2003 году, составляло 30 250 томов, 25 000 более ранних литографических книг, 17 240 других рукописных материалов. Всего здесь хранится 72 490 томов рукописей.

## Музейное бюро Астан Кудс
С библиотекой связаны одиннадцать различных музеев, которые расположены в разных зданиях рядом друг с другом. Все вместе они образуют Центральный музей Астан Кудс Разави :
- Музей Корана и драгоценностей
- Музей драгоценностей, подаренных Верховным лидером Исламской Республики Иран.
- Специализированный музей ковров
- Музей вооружения
- Музей астрономических инструментов и часов
- Музей монет и медалей
- Музей истории Мешхеда
- Музей керамики и изделий из стекла
- Музей изящных искусств
- Музей марок и банкнот
- Музей раковин и моллюсков

В музейном бюро имеется кабинет по сохранению и ремонту исторических объектов Музея и библиотеки техническим штатом специалистов.